# Ocupação de bens imóveis

Símbolo internacional das okupas

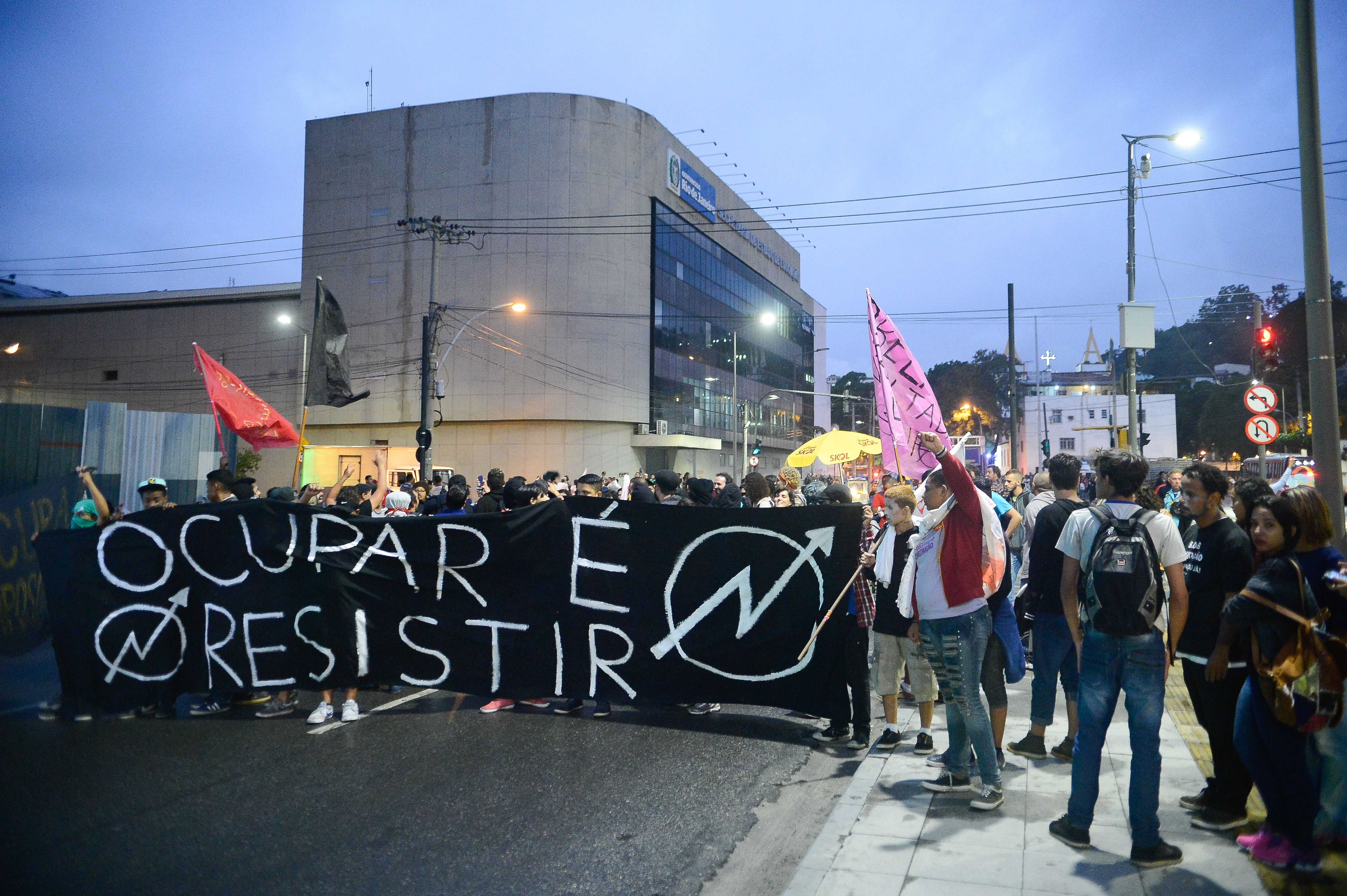
Rio de Janeiro - Professores e estudantes protestam em frente à sede da Secretaria Estadual de Educação, em 2016 (Tomaz Silva/Agência Brasil)

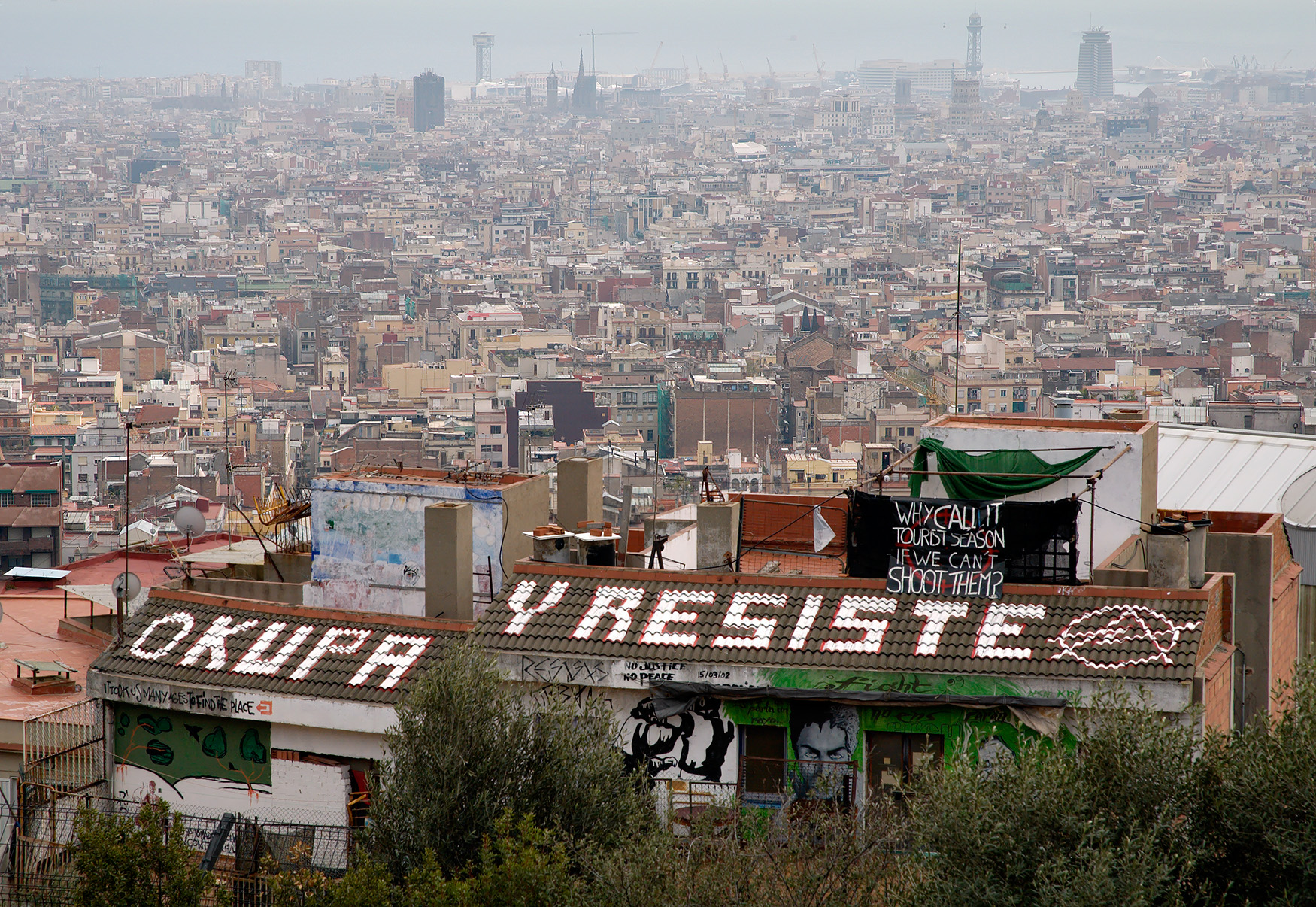
Perto de Parc Güell, Barcelona − os chamados Bloques Fantasmas e, ao fundo, a okupa kasa de la Muntanya.

Okupa é um termo anarquista, derivado da palavra ocupação; seu equivalente em inglês é squat. O termo faz referência especificamente ao ato de ocupar um espaço ou construção, abandonada ou desabitada, sem permissão de seus proprietários legais, não para transformá-lo numa propriedade privada, a ser alugada ou vendida, mas com o objetivo de criar uma esfera de sociabilidade e vivência libertária. Para os contrários ao movimento, tais ocupações nada mais são que invasões de propriedade.
Okupas são mais comuns nas áreas urbanas do que em espaços rurais, especialmente em áreas de grande especulação imobiliária e deterioração urbana. Este tipo de ocupação tem como fim a abolição da propriedade privada, e portanto difere daquela defendida por movimentos como o Movimento dos Sem Terra que defendem uma reforma em que a propriedade seja dividida entre as partes em porções menores, geralmente uma okupa tem seu espaço integralmente coletivizado.
No Brasil, uma das entidades que organiza a ocupação de prédios abandonados é a Frente de Luta por Moradia. Há urbanistas que entendem que a reforma de prédios abandonados é uma das soluções para problema de moradia nas grandes cidades
No Reino Unido, as ocupações foram consideradas legais quando se tratavam de edifícios habitáveis que permaneceram vazios por mais de um ano, e quando o proprietário não tinha um plano de ação imediata para uso do edifício.

## Panorama na cidade de São Paulo
Na década de 1980, com a redução de espaços livres disponíveis para a construção de novas favelas, ocorreram as primeiras ocupações de construções abandonadas na cidade de São Paulo. Esse processo teve início sem organização e em áreas periféricas, mas, na década de 1990, essas ocupações chegaram às regiões centrais a partir de iniciativas de moradores de cortiços que já viviam naquela região. A União para as Lutas de Cortiços (ULC), que foi registrada em 1991, foi o primeiro dos movimentos por moradia do centro da cidade a obter registro formal.
Em 1997, mil e quinhentas famílias organizadas pela ULC, ocuparam um casarão na Rua do Carmo, naquela que foi a primeira ocupação organizada no centro de São Paulo. A partir daquele momento, as ocupações organizadas de imóveis ociosos nas áreas centrais passaram a ocorrer com frequência. Entre 1997 e 2007, ocorreram mais de 70 ocupações de prédios vazios no centro da cidade, organizadas por movimentos por moradia.
Em 2007, existiam duas entidades que agrupavam os principais movimentos que lutavam pela Reforma Urbana e por moradia no centro da cidade de São Paulo: a União dos Movimentos de Moradia (UMM), ligada à Central dos Movimentos Populares (CMP) e a Frente de Luta por Moradia.
A UMM-CMP agrupava movimentos que surgiram na década de 1980, como o Fórum de Cortiços, o Movimento de Moradia do Centro (MMC) e a ULC, que utilizavam as ocupações de imóveis vazios como instrumento de pressão para a formulação de políticas públicas que permitissem às famílias de baixa renda o acesso à moradia e não com o propósito de lá instalar definitivamente os seus integrantes.
Por outro lado, A FLM congregava 12 movimentos urbanos da cidade de São Paulo que lutavam pelo acesso e posse da terra, pela regularização fundiária, pela autogestão e mutirões, por novos conjuntos habitacionais, por preços de financiamento habitacional acessíveis às famílias de baixa renda, por uma maior participação dos movimentos sociais no direcionamento das políticas habitacionais, etc. Dentre esses movimentos, destacavam-se o Movimento dos Sem-Teto do Centro (MSTC), fundado no ano 2000, um dos primeiros a ocupar o Edifício Prestes Maia, e o Movimento de Moradia da Região Centro (MMRC), fundado em 28 de março de 2003. Trata-se de duas cisões da ULC que eram favoráveis à ocupação de prédios abandonados para moradia de seus integrantes.
Parte considerável dos integrantes destes movimentos por moradia era composta por vendedores ambulantes e por catadores de papel e outros materiais recicláveis, que se organizavam, respectivamente, por meio do "Movimento dos Ambulantes de São Paulo" (MASP) e do "Movimento Nacional dos Catadores de Materiais Recicláveis" (MNCR). Além disso, existia o "Fórum Centro Vivo", criado no ano 2000, ligado ao movimento estudantil, partidos de esquerda, moradores de cortiços e sem-tetos, que defendia uma utilização mais "democrática" do centro da cidade. De outro lado, a Associação "Viva o Centro", representava os interesses dos proprietários de imóveis.
Outro importante movimento em defesa da moradia popular na Grande São Paulo era o Movimento dos Trabalhadores Sem Teto (MTST), que tinha como foco a ocupação de terrenos vazios nas regiões periféricas e a reivindicação por melhorias da infraestrutura urbana daquelas regiões.

## Ocupações urbanas na cultura
- No filme Estamos Juntos (2011), Dira Paes faz o papel de uma líder do movimento dos sem teto em São Paulo.[5]
- Elefante Branco, filme argentino de 2012, com Ricardo Darín no elenco.[6]
- Torre de David, documentário gravado em 2014, na maior favela vertical do mundo em Caracas (Venezuela).[7]
- Dia de Festa (2005), documentário dirigido por Toni Venturi.[8]
- Was tun, wenn's brennt? (br: O Que Fazer em Caso de Incêndio?), os anarquistas vivem numa típica squat europeia.